# Werner Loeckle
Werner Loeckle   (valor desconegut, 4 de maig de 1916 - valor desconegut, 20 de març de 1996) fou un remer alemany que va competir durant la dècada de 1930.
El 1936 va prendre part en els Jocs Olímpics de Berlín, on guanyà la medalla de bronze en la prova del vuit amb timoner del programa de rem. En el seu palmarès també destaca un campionat nacional.